# Philonotis arnellii
Philonotis arnellii là một loài rêu trong họ Bartramiaceae. Loài này được Husn. mô tả khoa học đầu tiên năm 1890.